# Острова Литке
Острова́ Ли́тке — группа островов в Карском море в составе архипелага Норденшельда. Административно относятся к Таймырскому району Красноярского края России.
Одна из пяти основных групп островов составляющих архипелаг. Расположены в его северной части к югу от острова Русского. Состоят из 10 крупных и нескольких более мелких безымянных островов, вытянутых с запада на восток на 33 километра. От лежащих к югу островов Пахтусова отделены проливом Ленина. В 3,5 километрах к востоку от островов Литке расположены острова Восточные. Названы в 1901 году в честь Фёдора Литке.
Состав (с запада на восток):
- Торосный — относительно крупный скалистый остров. Наивысшая точка острова — 42 метра, является также наивысшей точкой всей группы островов.
- Софии — узкий вытянутый остров к югу от острова Торосного.
- Сикора — совсем небольшой остров к югу от острова Софии.
- Шилейко — самый северный остров группы, находится у самого побережья острова Русского.
- Ермолова — крупнейший остров группы, расположенный в её центральной части.
- Унковского — крошечный остров к юго-востоку от острова Ермолова. Самый южный остров группы.
- Педашенко — длинный и узкий остров к юго-востоку от острова Ермолова.
- Три Брата — группа из трёх островов в восточной части островов Литке. Представляют собой три скалы высотой 33, 30 и 12 метров.